# Roden Cutler
Pour les articles homonymes, voir Roden et Cutler.
Arthur Roden Cutler ou simplement comme Roden Cutler (24 mai 1916 - 22 février 2002) a, après son service militaire, servi dans plusieurs missions diplomatiques australiennes et est devenu le 32e gouverneur de Nouvelle-Galles du Sud et celui ayant occupé le poste le plus longtemps.

## Jeunesse
Arthur Roden Cutler est né le 24 mai 1916. Il grandit à Manly dans la banlieue de Sydney. À l'âge de 15 ans, il s'inscrit à la prestigieuse Sydney Boys High School. Après l'école, il a travaillé pour l'Australasia Texas Company, qui deviendra plus tard Texaco. Il étudie l'économie en cours du soir à l'Université de Sydney et rejoint le Régiment de l'Université en 1936. 
Le 10 novembre 1939, il est nommé lieutenant dans la milice. Il pratique tous les sports, notamment l'équitation, le tir à la carabine et le water-polo, et obtient un University Blue de natation. À l'âge de 18 ans, il plonge pour secourir un nageur autour duquel un grand requin faisait des cercles. Le requin le frôla deux fois alors qu'il ramenait le baigneur sur la plage. 
En mai 1940, il est transféré de la milice à la Deuxième Force impériale australienne, recevant une affectation dans le 2/5 Régiment de campagne, Artillerie royale australienne, 7e division. 

## Service militaire
En 1941, Cutler sert avec le 2/5 dans la Campagne de Syrie. Au cours de la période entre le 19 juin et 6 juillet, dans la région de Merdjayoun-Damour au Liban et, dans le cadre de la bataille de Merdjayoun, il se couvre d'exploits: il répare une ligne téléphonique sous un feu nourri, il repousse les attaques de chars ennemis, s'avançant sur une route utilisée par l'ennemi et, avec un canon de campagne de 25 pouces, il démolit un poste menaçant l'avance australienne. Plus tard, pendant la bataille de Damour, il est grièvement blessé et après avoir été secouru 26 heures plus tard, il doit être amputé de la jambe. Cutler a reçu la Croix de Victoria pour ses actions dans la région de Merdjayoun-Damour, et est réformé pour raison médicale en 1942. 

## Carrière diplomatique
Après la guerre, Cutler commence une longue carrière dans les services diplomatiques australiens. À l'âge de 29 ans, il est nommé haut-commissaire (ambassadeur) en Nouvelle-Zélande (1946-1952) puis à Ceylan (aujourd'hui le Sri Lanka) (1952-1955) avant d'être ambassadeur en Égypte au cours de la crise du canal de Suez en 1956. 
Cutler devient Secrétaire Général du Conseil de l'Asie du Sud-Est pour la réunion de Canberra en janvier 1957 et devient chef du protocole du ministère des Affaires étrangères (1957-58). Cutler est également nommé président du Returned and Services League of Australia en 1958. Il est ensuite haut-commissaire d'Australie au Pakistan, (1958-1961), puis consul général d'Australie à New York, (1961-1965), période pendant laquelle il est délégué de l'Australie à l'Assemblée générale des Nations unies en 1962, 1963 et 1964 et représentant australien pour l'indépendance de la République de Somalie en 1960. 
Son dernier poste diplomatique, en 1965, comme ambassadeur aux Pays-Bas, est écourté en 1966, quand il rentre dans son pays en tant que gouverneur de Nouvelle-Galles du Sud, un poste qu'il va occuper pendant 15 ans, un record, à travers quatre premiers ministres et un changement de gouvernement après onze ans de pouvoir conservateur. Sa popularité était telle que le premier ministre travailliste, Neville Wran, prolongea son dernier mandat jusqu'en 1981. 
En 1975, ses conseils au gouverneur général, John Kerr, d'avertir le Premier ministre Gough Whitlam de son licenciement imminent, ont été ignorés. En tant que doyen des gouverneurs d'un État, Cutler a parfois agi en tant qu'administrateur du Commonwealth de l'Australie en l'absence du gouverneur-général. Il a agi ainsi pendant le mandat de Kerr du 20 février 1975 au 13 mars 1975, du 12 mai 1975 au 24 mai 1975, du 16 septembre 1975 au 17 septembre 1975, du 23 décembre 1975 au 3 février 1976, du 26 avril 1977 au 14 juin 1977 et enfin de 23 août 1977 au 28 août 1977. 